# The Snows of Kilimanjaro and Other Stories
The Snows of Kilimanjaro and Other Stories is een verzameling van korte verhalen van Ernest Hemingway, door Scribner's gepubliceerd in 1961.
Het verhaal waaraan de bundel zijn naam ontleent, The Snows of Kilimanjaro, werd door Hemingway beschouwd als het beste verhaal dat hij ooit schreef. Alle verhalen werden eerder gepubliceerd in The Fifth Column and the First Forty-Nine Stories in 1938.
Volgende verhalen werden in de collectie opgenomen:
- "The Snows of Kilimanjaro"
- "A Clean, Well-Lighted Place"
- "A Day's Wait"
- "The Gambler, the Nun, and the Radio"
- "Fathers and Sons"
- "In Another Country"
- "The Killers"
- "A Way You'll Never Be"
- "Fifty Grand"
- "The Short Happy Life of Francis Macomber"